# مفساح دنا
مفساح دنا (بالإنجليزية: Spacer DNA)‏ أو مفساح بين الجينات (بالإنجليزية: intergenic spacer)‏‏ (IGS) هو منطقة دنا غير مشفرة بين الجينات. يستخدم المصطلح خصوصاً للإشارة إلى مفساح الدنا بين نسخ منظومات ترادفية من جينات الرنا الريبوسومي.
يبلغ طول سلاسل مفساح الدنا في البكتيريا عدة نوكليوتيدات. أما في حقيقيات النوى فيمكن لها أن تكون طويلة وتتضمن دنا متكرر لتشكل غالبية دنا الجينوم. يوجد مفساحات إما ضمن تجمعات الجينات في الدنا الريبوسومي ويطلق عليها اسم «مفساح منسوخ داخلي» (ITS)، أو بين تجمعات الجينات ويطلق عليها «مفساح منسوخ خارجي» (ETS). لدى جينات الدنا المتقدرة في الحيوانات مفساحات صغيرة جداً بصورة عامة. إن مفساحات الدنا المتقدرة في الفطريات شائعة وأطوالها متغيرة، كما يمكن أن تكون متحركة.
يُعتقد أنه ليس لمفساح الدنا وظيفة تعتمد على السلسة وذلك نتيجة تغير مفساح الدنا بصورة أكثر سرعة في التطور منه في السلسلة الجينية، رغم أنه قد يكون له وظيفة مستقلة عن السلسلة.